# Pierre Gilles
Pour les articles homonymes, voir Gilles.
Pierre Gilles dit Gyllius  est un érudit français de la Renaissance, né à Albi en 30 juin 1489 et mort à Rome le 5 janvier 1555 dans la calendrier julien,.

## Biographie
Après des études à Albi, Pierre Gilles devient précepteur de Georges d’Armagnac. Il se trouve ensuite à Paris auprès du chanoine Robertet. Il rédige un lexique gréco-latin. Son « Histoire des animaux », traduite de Claude Élien et enrichie d'extraits d'auteurs anciens le fait considérer comme le « père de la zoologie française ». Intéressé par les poissons, Gilles les étudie sur les rivages de l’Atlantique et de la Méditerranée. À Venise, il rencontre Lazare de Baïf. Il est à Rome en 1540. Quatre ans plus tard, il part en Orient avec la mission de rapporter des manuscrits pour la bibliothèque de François Ier. Il traduit en latin un manuscrit de Claude Élien. Avec André Thevet, il visite les ruines de Chalcédoine. En 1548, il s’engage dans l’armée turque et suit Soliman en Perse. En 1549, il rencontre Guillaume Postel à Jérusalem. Il va ensuite à Constantinople (1550), est capturé par des pirates. Son protecteur, Georges d’Armagnac, paie sa rançon.
Une stèle funéraire dans le dallage de l'église San Marello al Corso indique sa naissance en 1489 à Albi et sa mort en 1555.

## Publications

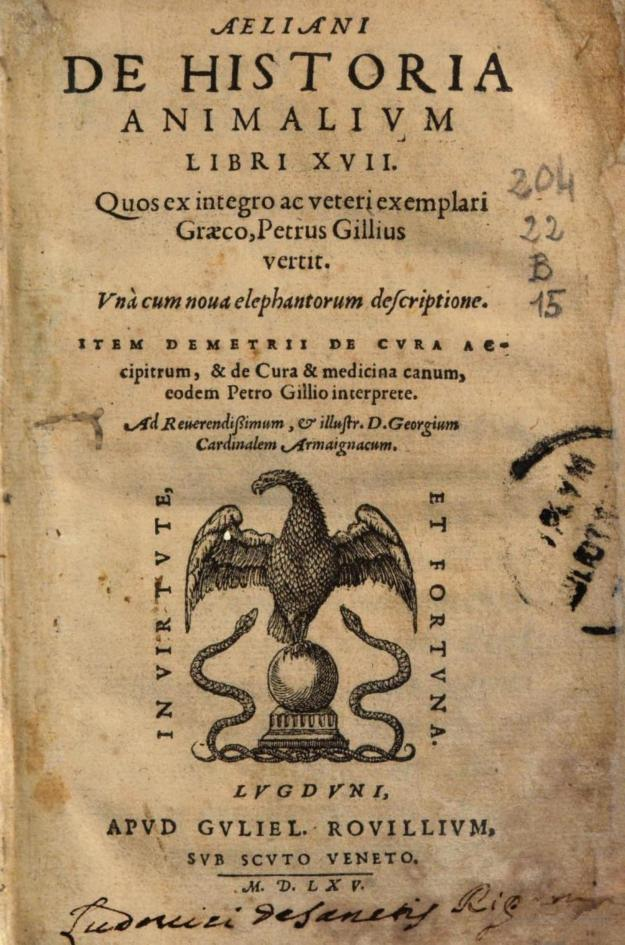
Aeliani de historia animalium libri XVII, Lugduni apud Guliel. Rovillium.

- Ex Æliani historia per Petrum Gyllium latini facti, itemque ex Porphyrio, Heliodoro, Oppiano, tum eodem Gyllio luculentis accessionibus aucti libri XVI. De ui et natura animalium. Eiusdem Gyllii Liber unus, De Gallicis et Latinis nominibus piscium, Lugduni, apud Seb. Gryphium, 1533.
- Aeliani de historia animalium libri XVII, Lugduni apud Guliel. Rovillium, 1562
- De Bosphoro Thracio libri II I, Lyon, G. Roville, 1561
- De topographia Constantinopoleos et de illius antiquitatibus libri IV, Lyon, G. Roville, 1561
- Descriptio nova Elephanti, Hambourg, 1614
- Pierre Gilles (trad. Comte d'Hauterive), « Description du Bosphore et de la ville de Constantinople », dans Collection des Chroniques nationales françaises, t. III, Paris, Chez Verdière libraire, 1828 (lire en ligne), p. 293-321